# Pylaemenes borneensis
Pylaemenes borneensis is een insect uit de orde Phasmatodea en de familie Heteropterygidae. 